# (13334) Tost
(13334) Tost (1998 SX60) – planetoida z pasa głównego asteroid okrążająca Słońce w ciągu 5,13 lat w średniej odległości 2,97 j.a. Odkryta 17 września 1998 roku.